# Marosi Miklós (építész)
Marosi Miklós (Miskolc, 1942. december 16. – Budapest, 2021. október 8.) Széchenyi-díjas magyar építész.

## Életpályája
Marosi Ferenc postatiszt és Kecskés Magdolna okleveles tanítónő középső gyermeke. Bátyja Marosi Ernő művészettörténész. Középiskolai tanulmányait a miskolci Földes Ferenc Gimnáziumban végezte 1956–1960 között. 1960–1965 között az Építőipari és Közlekedési Műszaki Egyetem Építőmérnöki Karának hallgatója volt. 
1963–1965 között a Műegyetemi Hallgatói Tervező Iroda munkatársa. 1965-től a Magyar Építőművészek Szövetségének (MÉSZ) tagja, 1982–1990 között vezetőségi tagja, 2009-től a MÉSZ Ellenőrző Bizottságának elnöke. 1965–1971 között a Postai Tervező Intézet beosztott tervezője, majd műteremvezetője. 1970-től a Középülettervező Vállalat (KÖZTI Zrt.) műteremvezetője, osztályvezetője, stúdióvezető főmérnöke. 
1972–73-ban elvégezte a MÉSZ Mesteriskolát. 1996-tól a KÖZTI Igazgatótanácsának elnöke volt. 2000–2009 között a Magyar Építőművészek Szövetségének (MÉSZ) elnökségi tagja volt. 2001–2003 között, valamint 2008–2010 között a Pro Architectura Bizottság tagja. 2007–2011 között a Magyar Művészeti Akadémia társadalmi szervezet tagja, 2009-től a Budavári Tervtanács tagja, 2011-től a Csonka Pál kuratóriumának elnöke volt. 
2011-től a Magyar Művészeti Akadémia rendes tagja, 2017-től 2021-ig alelnöke, 2012-től a Saint-Gobain Trofea tervpályázat zsűri elnöke volt.
Mesterei Hofer Miklós, Jánossy György és Zalaváry Lajos voltak.

## Családja
1969-ben házasságot kötött Falk Edit építésszel. Két gyermekük született: Bence (1974) és Eszter (1978) szintén építészek.

## Főbb munkái
- Megyei Kórház, Kecskemét, 1980 [3] – A Széchenyi városrészében felépült megyei kórház komplex gyógyászati központ. A hotel szárnyhoz kapcsolódva található a kétszintes tömb, melyben a diagnosztikai, terápiás egységek és a kiszolgáló blokk található. A komplexumhoz tartozik a megyei szakrendelő intézet, a regionális Onko-radiológiai központ és a mentőállomás.[4]
- Orvostudományi Kar új klinikai tömbje, Szegedi Orvostudományi Egyetem, Szeged, 1983[3] – A 410 ágyas klinikai tömb a szegedi Tudományegyetem Orvostudományi Karának új egysége. Fő jellemzők: sebészet, traumatológia, ortopédia, pszicho-hidroterápia, központi műtő blokk, és intenzív osztály. Ezeken túl itt található a radiológia, az agy és neurológiai osztály is. A kórház magja a többszintes aula, ahonnan a hallgatók elérhetik a nagy előadót is.[4]
- KÖZTI RT-ARTISIUS-BAYER székház, Budapest, 1992[3] – Az építészeti cég, a szerzői jogvédő szervezet, és a gyógyszerészeti cég a Mészáros utcai saroktelken közös székházat létesített. A stúdió egyetlen felülről világított galériás tér, az irodák hagyományos elrendezésűek. Az épület az utcakép jellegzetes csuklópontja.[4]
- APEH székház, Budapest, 1995 – A Mészáros utcai épület szemközt áll a Weichinger Károly és Hübner Tibor által a harmincas évek végén tervezett, figyelemre méltó modern középiskolával. A nyers tégla homlokzat, az előtte lévő intim köztér, a vonzó szobor, a védett gesztenyefák kedves új arcvonással járulnak hozzá az utcaképhez.[4]
- Hungária Wienerberger székháza, Budapest, 1998[3] – A sarokházban van a magyarországi központja Közép-Európa egyik legjelentősebb téglaipari konszernének, a Wienerberger Rt.-nek. Az épületet finom plasztikájú tégla homlokzatok, gondosan megtervezett kert és intim belső teraszok jellemzik.[4]
- Uzsoki Utcai Kórház új manuális tömbje, Budapest, 2000[3] – A kórházegyüttes magja az az 1893-ban épült zsidó leány árvaház, amit később kórházzá alakítottak és bővítettek. Az új tömb összhangban van a régi szecessziós főépülettel. A hozzáadott szárnyak tágas aulái révén érvényesül a tömbkórház előnye, ugyanakkor sértetlen maradt a lényeges emberi lépték.[4]

Corinthia Grand Hotel Royal a Nagykörúton, Budapest, 2002 – Az 1992-ben bezárt hotel 1896-ban történt megnyitásakor Közép-Európa legnagyobb és legkorszerűbb szállodája volt. 1945-ben részben elpusztult, majd 1956-ban kiégett. Az eredeti tervhez visszatérő helyreállítás 376 szobát és 39 luxus lakosztályt eredményezett. Az épület ezen kívül kongresszusi helyiségeket és több éttermet kínál.

## Díjai, elismerései
- Diplomadíj (1980)
- Munka Érdemrend ezüst fokozata (1980)
- Ybl Miklós-díj (1981)
- ÉVM Építészeti Nívódíj (1988)
- Munka Érdemrend arany fokozata (1995)
- Pro Architectura díj (1995, 2002)
- Budapest Építészeti Nívódíj (1998, 2002, 2009)
- FIGYELŐ építészeti díj (2002-2003)
- Csonka Pál-emlékérem (2002)
- Prima díj (2005)
- FIABCI ingatlanfejlesztési nívódíj (2005)
- Steindl Imre-díj (2006)
- Pogány Frigyes-díj (2012)
- Podmaniczky-díj (2012)
- Média díj (2012)
- Széchenyi-díj (2013) [5]